# Erich Kempka
Erich Kempka (Oberhausen, 16 settembre 1910 – Freiberg am Neckar, 24 gennaio 1975) è stato un militare tedesco, ufficiale delle SS e autista personale di Adolf Hitler dal 1934.

## Biografia
Nato a Oberhausen in Renania, da una famiglia di origine polacca (Rührpolen), Kempka lavorò come meccanico per la DKW fino a quando decise di iscriversi al Partito nazionalsocialista il 1º aprile 1930; due anni più tardi fu uno degli otto membri fondatori dell'SS-Begleit-Kommando des Führers. Inizialmente uno dei suoi primi incarichi fu quello di chauffeur di Josef Terboven, per il quale lavorò fino al 29 febbraio 1932, quando, proprio dietro la raccomandazione di Terboven, entrò nell'entourage di Hitler. Nel 1934, prese parte alla notte dei lunghi coltelli contro le Sturmabteilung di Ernst Röhm. Lo stesso anno in sostituzione di Julius Schreck e Emil Maurice, Kempka divenne l'autista, nonché la guardia del corpo, del Führer.

Come suo autista solitamente guidava una delle Mercedes nere facenti parte di una flotta composta da otto auto collocate a Berlino, Monaco ed altre città. A meno che non fosse presente una persona importante, Hitler si siedeva sul sedile anteriore, accanto a Kempka, con l'attendente dietro di lui. Nelle parate, l'auto di Hitler, protetta da vetri antiproiettile e blindature, era seguita da altre auto con a bordo, in ordine: le guardie del corpo delle SS, la polizia, i suoi aiutanti e medici personali, giornalisti della propaganda, stenografi ed addetti ai rifornimenti. Il 1º dicembre 1937 entrò nella società Lebensborn. Fu anche decorato con il Totenkopfring e con la spada d'onore delle SS da Heinrich Himmler.

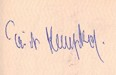
Firma di Erich Kempka

Nel 1945, quando il Terzo Reich si apprestava a scomparire, Kempka accompagnò Hitler alla cancelleria del Reich e successivamente nel Führerbunker. Supervisionò una flotta di 40 veicoli ed uno staff di 60 tra autisti e meccanici. Il 20 aprile, giorno del compleanno di Hitler, gli augurò buon compleanno e trascorse una quindicina di minuti con lui. Kempka fu uno dei partecipanti alla cremazione dei corpi di Hitler ed Eva Braun, dopo che questi ultimi si suicidarono nel pomeriggio del 30 aprile 1945. Quel giorno Otto Günsche telefonò a Kempka dicendogli di procurarsi quanta più benzina fosse possibile e di portargliela all'uscita di emergenza del Führerbunker. Kempka e i suoi uomini portarono circa 10 taniche di carburante (equivalenti a circa 200 litri di benzina) e le depositarono nel luogo indicato da Günsche. Successivamente i corpi di Hitler e della Braun furono trasportati all'esterno attraverso l'uscita di emergenza del bunker e bruciati nel giardino sul retro della cancelleria del Reich. In seguito, le guardie delle SS portarono altre taniche di benzina per assicurarsi che i due corpi non venissero identificati dai sovietici.
Kempka abbandonò il bunker la notte del 1º maggio assieme al SS-Hauptscharführer Heinirch Doose, un autista parte del suo staff. Il suo gruppo viaggiò attraverso i binari della metropolitana fino a raggiungere la stazione di Friedrichstrasse. Attorno alle 2 di notte, incontrarono un altro gruppo: quello di Martin Bormann e Ludwig Stumpfegger. Il gruppo seguì un Tiger che stava cercando di spezzare le linee sovietiche all'altezza del Weidendammer Brücke, ma il carro fu distrutto da un colpo di artiglieria sovietico. Bormann e Stumpfegger furono "gettati in aria" quando il carro fu colpito. Kempka fu sbattuto a terra e perse conoscenza. Dopo essersi ripreso, Kempka si imbatté nel martoriato corpo di Georg Betz (copilota personale di Hitler e sostituto di Hans Baur), lasciandolo nelle mani di Kaethe Hausermann, un dentista facente parte dello staff di Hitler che lavorava con il dr. Hugo Blaschke. Successivamente Kempka apprese che Betz era morto a seguito delle gravi ferite riportate.
Kempka e altri proseguirono sui binari nella speranza che li portassero alla stazione di Lehrter Banhof; giunsero infine in un capanno dove incontrarono alcuni lavoratori stranieri e dove si disfecero delle proprie uniformi, indossando poi abiti civili. Tuttavia un gruppo di soldati sovietici li scoprirono. Una donna jugoslava, che gli aveva dato abiti civili, disse ai sovietici che Kempka era suo marito. I russi insistettero affinché il gruppo si unisse a loro per bere vodka come festeggiamento per la vittoria. In seguito i sovietici abbandonarono l'area. La donna jugoslava lo condusse al checkpoint sovietico ed il 30 maggio Kempka riuscì ad arrivare a Wittenberg. A Monaco riuscì ad ottenere dei nuovi documenti d'identità da una ragazza tedesca che era stata assunta dagli Alleati come interprete. Giunto a Berchtesgaden, il 20 giugno Kempka fu catturato dalle truppe americane e detenuto fino al 9 ottobre 1947.
Al Processo di Norimberga, Kempka venne dapprima chiamato a testimoniare se effettivamente Martin Bormann fosse stato ucciso da una granata anticarro sovietica. Nel corso del processo inoltre, affermò che Eva Braun era "la donna più infelice della Germania".
Kempka fu il soggetto del libro del 1972 di Mauri Sariola Regina del Terzo Reich. Egli si mantenne come membro del Führerbegleitkommando, partecipando alle riunioni degli ex-membri del I SS-Panzerkorps. Morì il 24 gennaio 1975 a Friburgo nel Baden-Württemberg.

## Curiosità
Nel 2008, durante il processo militare a suo carico, i difensori dell'autista di Osama bin-Laden, Saliman Hamdan, dibatterono circa la sua innocenza, facendo notare come Kempka non fu processato come un criminale di guerra nonostante fosse l'autista di Hitler.

## Nella cultura di massa
Nel 2004 Kempka è stato interpretato da Jürgen Tonkel nel film La caduta - Gli ultimi giorni di Hitler.